# Trafford Leigh-Mallory
Sir Trafford Leigh-Mallory, KCB, DSO & Bar (11. července 1892 – 14. listopadu 1944) byl důstojník britské armády a později Royal Air Force.
Po vypuknutí první světové války dobrovolně vstoupil do Britské armády, a jako nižší důstojník pěchoty se zúčastnil několika bitev na západní frontě. Během druhé bitvy u Yper byl raněn a po rekonvalescenci ze zranění se v roce 1916 přihlásil k Royal Flying Corps, kde podstoupil pilotní výcvik a posléze zastával několik nižších velitelských funkcí. V poválečném období zůstal v aktivní službě u Royal Air Force.
V době druhé světové války byl velícím důstojníkem nejprve 12. skupiny, v jejímž čele se zúčastnil bitvy o Británii, a později 11. skupiny Velitelství stíhacího letectva (Fighter Command) RAF, a v roce 1942 převzal velení celého Fighter Command.
V roce 1944 zastával funkci velitele Spojeneckého expedičního letectva, taktických leteckých sil účastnících se spojeneckého vylodění v Normandii.
Zahynul spolu se svou manželkou a dalšími osmi osobami 14. listopadu 1944, když letadlo Avro York, přepravující jej na Cejlon, kde měl převzít funkci vrchního velitele letectva v jihovýchodní Asii, za nepříznivých povětrnostních podmínek havarovalo ve Francouzských Alpách nedaleko Grenoble.
Dosáhl hodnosti Air Chief Marshal a byl hodnostně nejvyšším důstojníkem RAF který za druhé světové války přišel o život při výkonu služby.